# NW D

La NW type D est une automobile de la belle-époque fabriquée par Nesselsdorfer Wagenbau-Fabriks-Gesellschaft A. G. (NW, maintenant connu comme Tatra) en 1902. Seules trois voitures de la conception furent faites.
La Type D avait le même châssis que la Type C, mais avec d'autres carrosseries et la version de production était plus lente que l'initiale Type C - à seulement 50 km/h.